# 清捲舌顫音
清捲舌顫音是一個輔音，國際音標（IPA）寫作⟨ɽ̊r̥⟩。該音在迪維西語中作為/ʂ/的同位異音使用。雖然此捲舌音由舌下（sub-apical）的位置開始，但在顫動時會使舌尖逐漸移動到牙槽嵴；這意味著捲舌顫音會使其前方的元音捲舌化，但其本身的震動與齒齦顫音並無太大不同。

## 特徵
清捲舌顫音的特徵包括：
- 調音方法是顫動，將氣流引導至發音器官處使其震動以調音。

- 調音部位是捲舌，以舌尖和上顎前部接觸以形成對氣流的阻礙而調音。

- 發聲類型是清音，意味着發音時聲帶並不顫動。
- 本輔音是口腔輔音（口音），表示調音時空氣只從口裡流出。
- 本輔音為中央輔音，調音時氣流在口腔的中央流過舌面，而不從兩側流過。
- 氣流機制是肺部氣流，即由肺與橫膈膜驱动空气。

## 出現於
| 語言     | 語言     | 詞彙       | IPA        | 意思 | 註釋                                        |
| -------- | -------- | ---------- | ---------- | ---- | ------------------------------------------- |
| 迪維西語 | 部份方言 | [ 比如？ ] | [ 比如？ ] |      | 可以用清捲舌閃音取代對應到其他方言的/ʂ/音。 |